# Bobota
Bobota (horvátul: Bobota, szerbül: Бобота ) szerb falu Horvátországban, Vukovár-Szerém megyében. Közigazgatásilag Terpenyéhez tartozik.

## Fekvése
Vukovártól légvonalban 14, közúton 17 km-re északnyugatra, községközpontjától 4 km-re nyugatra, a Nyugat-Szerémségben, a Szlavóniai-síkság keleti részén, az Eszékről Vukovárra menő úttól nyugatra, Terpenye és Ćelije között fekszik. 

## Története
Az emberi jelenlét első nyomai az ókorig nyúlnak vissza. A falutól északkeletre a „Staro Ljeskovo” nevű, enyhén hullámos területen „I H” jelzéssel ellátott római téglákat találtak, mely azt jelenti, hogy itt a 4. század elején a római VI. Herculia légió őrállomása volt. Az építőanyagon (téglák, tetőcserepek, padlókockák) kívül római mázas kerámiák, terra sigillaták, üveg, domborműves olajmécses és „Titus Flavius Marcianus” tribunus bevéséssel ellátott malomkő is előkerült. A hely tudományos és kulturális jelentőséggel bír, mivel az eddigi eredmények a jövőbeni kutatás, bemutatás és felhasználás szempontjából jelentős régészeti potenciál mellett szólnak.
A középkori Bobota az írásos források szerint „Bobuta” néven már 1269-ben létezett. A középkori település nem a mai helyén, hanem kissé északnyugatra a Vuka bal partján, a Stara Bobotának nevezett helyen feküdt. 1366-ban „Babacha” alakban említik a bácsi káptalan határjárásáról Lajos királynak írt jelentésében. A török 1526-os hadjárata során Valkóvár eleste után foglalta el, de még 1558-ban is megvolt. 1687-ben szabadult fel a török uralom alól, majd ezután tíz évig puszta volt. Ezután 14 szerb család telepedett itt le, akik a régi falu közelében az erdőben építették fel kunyhóikat. A következő években Bácskából, Macsóból, Montenegróból és főként Baranyából újabb szerb családok érkeztek. 1736-ban már 82 ház állt a településen.
A török kiűzése után előbb kamarai birtok, majd a vukovári uradalom része lett. Rövid ideig a Kuffstein, majd 1736-tól az Eltz család volt a birtokosa. Az első katonai felmérés térképén „Bobota” néven található. Lipszky János 1808-ban Budán kiadott repertóriumában „Bobota” néven szerepel. Nagy Lajos 1829-ben kiadott művében „Bobota” néven 197 házzal, 26 katolikus, 1685 ortodox és 5 református vallású lakossal találjuk.
A településnek 1857-ben 1921, 1910-ben 2194 lakosa volt. Szerém vármegye Vukovári járásához tartozott. Az 1910-es népszámlálás adatai szerint lakosságának 93%-a szerb, 2%-a horvát, 1%-a német anyanyelvű volt. A település az első világháború után az új szerb-horvát-szlovén állam, majd később (1929-ben) Jugoszlávia része lett. 1991-ben lakosságának 94%-a szerb, 3%-a horvát, 2%-a jugoszláv nemzetiségű volt. 1991-től a független Horvátország része. A horvátországi háború idején a faluban fogolytábor működött. A tábort 1991. május 2-án nyitották meg az orvosi rendelő épületében, amelynek alagsorát börtönné alakították át és az év decemberéig működött. Ténye, Vukovár és Valkótard elfogott horvát védőit tartották itt fogva, akik ellen a tanúk szerint ismeretlen személyek háborús bűncselekményeket követtek el. A településnek 2011-ben 1491 lakosa volt.

## Népessége
| Lakosság változása | Lakosság változása | Lakosság változása | Lakosság változása | Lakosság változása | Lakosság változása | Lakosság változása | Lakosság változása | Lakosság változása | Lakosság változása | Lakosság változása | Lakosság változása | Lakosság változása | Lakosság változása | Lakosság változása | Lakosság változása |
| ------------------ | ------------------ | ------------------ | ------------------ | ------------------ | ------------------ | ------------------ | ------------------ | ------------------ | ------------------ | ------------------ | ------------------ | ------------------ | ------------------ | ------------------ | ------------------ |
| 1857               | 1869               | 1880               | 1890               | 1900               | 1910               | 1921               | 1931               | 1948               | 1953               | 1961               | 1971               | 1981               | 1991               | 2001               | 2011               |
| 1.921              | 2.083              | 1.945              | 2.211              | 2.140              | 2.194              | 2.198              | 2.324              | 1.852              | 1.855              | 1.940              | 1.959              | 1.926              | 1.881              | 1.651              | 1.491              |

## Gazdaság
A településen hagyományosan a mezőgazdaság és az állattartás képezi a megélhetés alapját. 

## Nevezetességei
Szent György vértanú tiszteletére szentelt szerb pravoszláv temploma 1763 és 1778 között épült késő barokk stílusban. Egyhajós épület félköríves apszissal, a főhomlokzatból rizalitosan kiugró harangtoronnyal. A tornyot barokk toronysisak fedi. A főhomlokzat három függőleges részre van tagolva, melyből a középső részt a torony képezi, melynek földszintjén található a félköríves bejárat. A főhomlokzatot szögletes pilaszterekkel hangsúlyozták. Ugyancsak pilaszterek tagolják az északi és a déli homlokzatot is, melyek között ablaknyílások találhatók. A déli homlokzat földszintjén ívelt kapuzat látható. A belső teret dongaboltozattal fedték, míg a szentélyt félkupola borítja. Az 58 ikonból álló ikonosztázt 1779-ben festették idősebb Jovan Isajlović és Grigorije Jezdimirović ikonfestők. Faszerkezete gazdagon faragott és aranyozott szőlőformájú ornamentikával van díszítve. A szerb ikonfestészet klasszicista átmenetének kiváló minőségű munkája. A templom 28 régi liturgikus könyvét Moszkvában nyomtatták a 18. század második felében. Növényi ornamentikával gazdagon díszített ezüstkelyhét 1820-ban készítették. A gyertyatartó, a kovácsoltvas csillár és az öt darab rokokó stílusú ripida (ripidion) a 18. századból származik.

## Kultúra
A falu Đoko Patković nevét viselő kulturális és művészeti egyesülete 1970 óta működik. Az egyesület szervezésében kerül megrendezésre a „Vidovdanski sabor” folklórfesztivál, melyen számos folklóregyüttes lép fel. A folklórműsort egyéb programok, kiállítás, régi mesterségek bemutatója, kulináris bemutatók kísérik.

## Oktatás
A falu első iskoláját 1785-ben alapították. Első tanítója Lazar Stojanović volt. Az első iskolaépület a mai tűzoltószerház helyén állt. Az új iskolaépületet 1928-ban építették négy osztályteremmel. A második világháború után az intézmény „Bogoljub Vukajlović” nevét vette fel. 1975-ben további négy osztálytermet építettek hozzá a kapcsolódó helyiségekkel, irodákkal és mellékhelyiségekkel. Az iskolához négy területi iskola tartozott, melyek Vera, Klisszapuszta, Ludvinci és Ćelije településeken működtek. Az 1974/75-ös tanévben összesen 17 osztályterme és 421 tanulója volt. A következő években a hallgatók száma változatlan maradt, illetve kissé csökkent. 1997-től az iskola az OŠ Bobota nevet viseli. Az utóbbi években a tanulók száma 200 alá esett, az osztályok száma 12-re csökkent. 

## Sport
- Az NK Borac Bobota labdarúgóklubot 1929-ben még „Sremac” néven alapították. A „Borac” nevet 1945 óta viseli. A csapat a megyei 1. ligában szerepel.

- NK Agrar Bobota (a korábbi HNK Vupik Vukovar) labdarúgóklubot 1963-ban a vukovári mezőgazdasági-ipari kombinát klubjaként alapították. 1991-ig a Vukovárhoz tartozó jabokovaci pályán játszotta mérkőzéseit. 1991 és 2001 között működése szünetelt. 2012-től Bobotán játssza mérkőzéseit, nevét pedig NK Agrar Bobotára változtatták. A csapat a szlavónia-baranyai megyeközi ligában szerepel.

- ŠK Protein Bobota sakk-klub

## Egyesületek
A település önkéntes tűzoltó egyesületét 1929-ben alapították.